# Evalie A. Bradley
Evalie Bradley nee Hughes (12 tháng 10 năm 1954) là một chính trị gia người Anguillia và là thành viên của Hạ viện Anguilla.

## Giáo dục và giáo dục sớm
Bradley bắt đầu theo học tại Trường tiểu học Road, hiện có tên là Trường tiểu học Adrian T. Hazell và được giáo dục trung học tại Trường Trung học Valley. Sau khi hoàn thành chương trình giáo dục trung học, bà là một trong những nhóm đầu tiên của sinh viên Anguillian tham gia chương trình Hợp tác kỹ thuật của Vương quốc Anh; bà tốt nghiệp với bằng tốt nghiệp về khoa học thư ký hành chính tại trường cao đẳng kỹ thuật Sir Authur Lewis ở Saint Lucia. Bà cũng đã thực hiện một số chương trình phát triển, quản lý và đào tạo tại Đại học Thames Valley, Học viện Quản lý Manitoba và Đại học Tây Ấn.

## Nghề nghiệp
Sau khi hoàn thành việc học, Bradley trở lại Anguilla và được bổ nhiệm làm thư ký hành chính của chính phủ, và kể từ đó đã giữ một số vị trí phục vụ công cộng, như thư ký cho Hội đồng điều hành và Hạ viện, Phó Giám đốc Nhân sự, Ủy viên Lao động năm 2001, và Trợ lý Thư ký Hiệu trưởng tại Văn phòng Bộ trưởng vào năm 2005, trước khi nghỉ hưu năm 2007  
Evalie là ứng cử viên đầu tiên cho chức vụ được bầu và vé tranh cử Mặt trận Anguilla United (AUF) trong cuộc bầu cử ngày 22 tháng 4 năm 2015 cho Quận 5, Road North và đánh bại một cách sít sao ứng cử viên Anguilla United Movement (AUM) Patrick Hanley chỉ bằng một phiếu bầu. Bradley nhân được 394 phiếu (49,81%) so với 393 phiếu của Hanley (49,68%). Cora Richardson-Hodge, Pam Webster và Evalie Bradley đã trở thành nữ nghị sĩ được bầu đầu tiên kể từ cuộc bầu cử Albena Lake-Hodge năm 1984.

## Cuộc sống cá nhân
Bradley đã dạy kèm học sinh trong nhiều năm về đánh máy và là một nhà truyền giáo địa phương tích cực trong Giáo hội Giám lý. Bà cũng là chủ tịch của Hiệp hội Phụ nữ Bethel.